# Peter Lee Ki-heon
Peter Lee Ki-heon (coreano 이기헌 베드로 I Giheon Bedeulo, nascido em 31 de dezembro de 1947 em Pyongyang, Coreia do Norte) é um clérigo coreano e bispo católico romano de Uijeongbu, na Coreia do Sul.
Peter Lee Ki-heon recebeu o sacramento da ordenação em 8 de dezembro de 1975 do Arcebispo de Seul, Cardeal Stephen Kim Sou-hwan.
Em 29 de outubro de 1999, o Papa João Paulo II nomeou-o bispo militar da Coreia. O Arcebispo de Seul, Cardeal Stephen Kim Sou-hwan, ordenou-o bispo em 14 de dezembro do mesmo ano; Os co-consagradores foram o bispo auxiliar de Seul, Paul Kim Ok-kyun, e o bispo de Pusan, Augustine Cheong Myong-jo. 
Em 26 de fevereiro de 2010, o Papa Bento XVI o nomeou Bispo de Uijeongbu. A posse ocorreu no dia 4 de maio do mesmo ano.